# The Glam Nation Tour
The Glam Nation Tour – pierwsza trasa koncertowa amerykańskiego piosenkarza Adama Lamberta promująca jego debiutancki album For Your Entertainment.

## Personel
Zespół
- Monte Pittman – gitara/wokal/dyrektor muzyczny
- Tommy Joe Ratliff – bas
- Longineu W. Parsons III – bębny (ostatni występ 14 września w Atlancie)
- Isaac Carpenter – bębny (pierwszy występ 18 września w Petersburgu w stanie Indiana)
- Camila Grey – keyboard/wokal

Tancerze
- Brooke Wendle – choreograf
- Sasha Mallory
- Taylor Green
- Terrence Spencer

## Lista utworów
1. „For Your Entertainment” (wprowadzenie wideo użyte tylko podczas trasy w Ameryce Północnej)
2. „Voodoo”
3. „For Your Entertainment” (na żywo wykonywane od występu z 4 października w Osace jako numer drugi)
4. „Down The Rabbit Hole”
5. „Ring of Fire” (Johnny Cash)
6. „Fever”
7. „Sleepwalker”
8. „Whataya Want from Me” (akustycznie – 15 grudnia wykonane w pełnej aranżacji podczas występu w Los Angeles)
9. „Soaked” (akustycznie)
10. „Aftermath” (akustycznie – 15 grudnia piosenka zaśpiewana w duecie z Allisan Porter w Los Angeles)
11. „Sure Fire Winners”
12. „Strut”
13. „Music Again”
14. „Broken Open” „(Od występu w Milwaukee z 15 czerwca utwór pomijany, wykonany ponownie 4 października podczas występu w Osace)
15. „If I Had You”

Bis
1. „Mad World” (Tears for Fears)
2. „Whole Lotta Love” (Led Zeppelin)
3. „20th Century Boy” (wykonany po raz pierwszy na zakończenie występu w Erie z 10 sierpnia)
4. „Enter Sandman” (Metallica) (wykonany w Auckland w Nowej Zelandii 18 października)
5. „Purple Haze” (wykonany w Paryżu we Francji 18 listopada)
6. „A Change Is Gonna Come” (po raz pierwszy wykonany 15 grudnia w Los Angeles)

## Daty przystanków na trasie
| Data                 | Miasto                   | Kraj              | Miejsce                                    |
| -------------------- | ------------------------ | ----------------- | ------------------------------------------ |
| Ameryka Północna     |                          |                   |                                            |
| 4 czerwca 2010       | Wilkes-Barre             | Stany Zjednoczone | Kirby Center for the Performing Arts       |
| 5 czerwca 2010       | Sayreville               | Stany Zjednoczone | Starland Ballroom                          |
| 6 czerwca 2010       | Fishkill                 | Stany Zjednoczone | Dutchess Stadium                           |
| 8 czerwca 2010       | Toledo                   | Stany Zjednoczone | Omni Midwest                               |
| 10 czerwca 2010      | Council Bluffs           | Stany Zjednoczone | Stir Concert Cove                          |
| 11 czerwca 2010      | Mahnomen                 | Stany Zjednoczone | Shooting Star Event Center                 |
| 12 czerwca 2010      | Prior Lake               | Stany Zjednoczone | Mystic Showroom                            |
| 14 czerwca 2010      | Columbus                 | Stany Zjednoczone | Lifestyle Communities Pavilion             |
| 15 czerwca 2010      | Milwaukee                | Stany Zjednoczone | Riverside Theater                          |
| 17 czerwca 2010      | Hammond                  | Stany Zjednoczone | The Venue at Horseshoe Casino              |
| 18 czerwca 2010      | Royal Oak                | Stany Zjednoczone | Royal Oak Music Theatre                    |
| 19 czerwca 2010      | Toronto                  | Kanada            | Molson Amphitheatre                        |
| 22 czerwca 2010      | Nowy Jork                | Stany Zjednoczone | Nokia Theatre Times Square                 |
| 23 czerwca 2010      | Nowy Jork                | Stany Zjednoczone | Nokia Theatre Times Square                 |
| 24 czerwca 2010      | Ledyard                  | Stany Zjednoczone | MGM Grand Theater                          |
| 26 czerwca 2010      | Atlantic City            | Stany Zjednoczone | Borgata Event Center                       |
| 27 czerwca 2010      | Baltimore                | Stany Zjednoczone | Rams Head Live!                            |
| 28 czerwca 2010      | Waszyngton               | Stany Zjednoczone | 9:30 Club                                  |
| 30 czerwca 2010      | Norfolk                  | Stany Zjednoczone | The NorVa                                  |
| 2 lipca 2010         | Charlotte                | Stany Zjednoczone | The Fillmore Charlotte                     |
| 3 lipca 2010         | Myrtle Beach             | Stany Zjednoczone | House of Blues                             |
| 6 lipca 2010         | Knoxville                | Stany Zjednoczone | Tennessee Theatre                          |
| 7 lipca 2010         | Nashville                | Stany Zjednoczone | Ryman Auditorium                           |
| 9 lipca 2010         | Cleveland                | Stany Zjednoczone | Allen Theater                              |
| 10 lipca 2010        | Louisville               | Stany Zjednoczone | Brown Theatre                              |
| 12 lipca 2010        | Chesaning                | Stany Zjednoczone | Chesaning Showboat Amphitheatre            |
| 13 lipca 2010        | Lansing                  | Stany Zjednoczone | Adado Riverfront Park                      |
| 15 lipca 2010        | Kansas City              | Stany Zjednoczone | Midland Theatre                            |
| 16 lipca 2010        | Wichita                  | Stany Zjednoczone | Cotillion Ballroom                         |
| 17 lipca 2010        | Denver                   | Stany Zjednoczone | Paramount Theatre                          |
| 19 lipca 2010        | Boise                    | Stany Zjednoczone | Morrison Center for the Performing Arts    |
| 20 lipca 2010        | Seattle                  | Stany Zjednoczone | Showbox SoDo                               |
| 21 lipca 2010        | Portland                 | Stany Zjednoczone | Crystal Ballroom                           |
| 23 lipca 2010        | San Francisco            | Stany Zjednoczone | Warfield Theater                           |
| 24 lipca 2010        | Lincoln                  | Stany Zjednoczone | Thunder Valley Casino Outdoor Amphitheater |
| 25 lipca 2010        | San Francisco            | Stany Zjednoczone | Warfield Theater                           |
| 27 lipca 2010        | Costa Mesa               | Stany Zjednoczone | Pacific Amphitheatre                       |
| 28 lipca 2010        | Costa Mesa               | Stany Zjednoczone | Pacific Amphitheatre                       |
| 30 lipca 2010        | San Diego                | Stany Zjednoczone | Copley Symphony Hall                       |
| 31 lipca 2010        | Las Vegas                | Stany Zjednoczone | The Beach at Mandalay Bay                  |
| 1 sierpnia 2010      | Tempe                    | Stany Zjednoczone | Marquee Theatre                            |
| 3 sierpnia 2010      | Albuquerque              | Stany Zjednoczone | Sunshine Theater                           |
| 4 sierpnia 2010      | Lubbock                  | Stany Zjednoczone | The Pavilion at the Lone Star Event Center |
| 6 sierpnia 2010      | Oklahoma City            | Stany Zjednoczone | Coca-Cola Bricktown Events Center          |
| 7 sierpnia 2010      | Springfield              | Stany Zjednoczone | Juanita K. Hammons Hall                    |
| 8 sierpnia 2010      | St. Louis                | Stany Zjednoczone | The Pageant                                |
| 10 sierpnia 2010     | Erie                     | Stany Zjednoczone | Warner Theatre                             |
| 12 sierpnia 2010     | Upper Darby              | Stany Zjednoczone | Tower Theater                              |
| 13 sierpnia 2010     | Bethlehem                | Stany Zjednoczone | Sands Riverplace                           |
| 14 sierpnia 2010     | Saint-Jean-sur-Richelieu | Kanada            | Parc Pierre-Trahan                         |
| 16 sierpnia 2010     | Concord                  | Stany Zjednoczone | Capitol Center for the Arts                |
| 17 sierpnia 2010     | Providence               | Stany Zjednoczone | Lupo's Heartbreak Hotel                    |
| 19 sierpnia 2010     | Hyannis                  | Stany Zjednoczone | Cape Cod Melody Tent                       |
| 20 sierpnia 2010     | Cohasset                 | Stany Zjednoczone | South Shore Music Circus                   |
| 21 sierpnia 2010     | Hampton Beach            | Stany Zjednoczone | Hampton Beach Casino Ballroom              |
| 23 sierpnia 2010     | Albany                   | Stany Zjednoczone | Palace Theatre                             |
| 24 sierpnia 2010     | Staten Island            | Stany Zjednoczone | St. George Theater                         |
| 26 sierpnia 2010     | Roanoke                  | Stany Zjednoczone | RRoanoke Performing Arts Theatre           |
| 27 sierpnia 2010     | Richmond                 | Stany Zjednoczone | The National                               |
| 28 sierpnia 2010     | Raleigh                  | Stany Zjednoczone | Raleigh Memorial Auditorium                |
| 30 sierpnia 2010     | Covington                | Stany Zjednoczone | Madison Theater                            |
| 31 sierpnia 2010     | Indianapolis             | Stany Zjednoczone | Butler University\|Clowes Memorial Hall    |
| 1 września 2010      | Evansville               | Stany Zjednoczone | Victory Theatre                            |
| 3 września 2010      | Des Moines               | Stany Zjednoczone | Simon Estes Riverfront Amphitheater        |
| 4 września 2010      | Rockford                 | Stany Zjednoczone | Davis Park at Founders' Landing            |
| 5 września 2010      | Peoria                   | Stany Zjednoczone | Peoria Civic Center Theater                |
| 7 września 2010      | Dallas                   | Stany Zjednoczone | Palladium Ballroom                         |
| 8 września 2010      | Houston                  | Stany Zjednoczone | Sarofim Hall                               |
| 10 września 2010     | Thackerville             | Stany Zjednoczone | WinStar Global Event Center                |
| 11 września 2010     | Tunica                   | Stany Zjednoczone | Grand Casino Event Center                  |
| 12 września 2010     | Nowy Orlean              | Stany Zjednoczone | Jackson Theater of the Performing Arts     |
| 14 września 2010     | Atlanta                  | Stany Zjednoczone | Atlanta Symphony Hall                      |
| 15 września 2010     | Atlanta                  | Stany Zjednoczone | The Tabernacle                             |
| 17 września 2010     | Melbourne                | Stany Zjednoczone | King Center for the Performing Arts        |
| 18 września 2010     | St. Petersburg           | Stany Zjednoczone | Tropicana Field                            |
| 19 września 2010     | Hollywood                | Stany Zjednoczone | Hard Rock Live                             |
| 21 września 2010     | Puyallup                 | Stany Zjednoczone | Columbia Bank Concert Center               |
| Azja                 |                          |                   |                                            |
| 25 września 2010     | Marina Bay               | Singapur          | Marina Bay Street Circuit                  |
| 26 września 2010     | Marina Bay               | Singapur          | Marina Bay Street Circuit                  |
| 3 października 2010  | Nagoja                   | Japonia           | The Bottom Line                            |
| 4 października 2010  | Osaka                    | Japonia           | Namba Hatch                                |
| 6 października 2010  | Tokio                    | Japonia           | JCB Hall                                   |
| 7 października 2010  | Tokio                    | Japonia           | JCB Hall                                   |
| 8 października 2010  | Tokio                    | Japonia           | JCB Hall                                   |
| 10 października 2010 | Manila                   | Filipiny          | SM Mall of Asia Concert Grounds            |
| 12 października 2010 | Kowloon Bay              | Hongkong          | Star Hall                                  |
| 14 października 2010 | Kuala Lumpur             | Malezja           | Putra Indoor Stadium                       |
| Australia            |                          |                   |                                            |
| 17 października 2010 | Auckland                 | Nowa Zelandia     | Trusts Stadium                             |
| 19 października 2010 | Melbourne                | Australia         | Palais Theatre                             |
| 20 października 2010 | Sydney                   | Australia         | Enmore Theatre                             |
| 22 października 2010 | Brisbane                 | Australia         | The Tivoli                                 |
| Ameryka Północna     |                          |                   |                                            |
| 25 października 2010 | Honolulu                 | Hawaje            | Blaisdell Concert Hall                     |
| 26 października 2010 | Honolulu                 | Hawaje            | Blaisdell Concert Hall                     |
| Europa               |                          |                   |                                            |
| 6 listopada 2010     | Helsinki                 | Finlandia         | Kaapelitehdas                              |
| 8 listopada 2010     | Oslo                     | Norwegia          | Sentrum Scene                              |
| 9 listopada 2010     | Sztokholm                | Szwecja           | Debaser Medis                              |
| 10 listopada 2010    | Kopenhaga                | Dania             | Vega                                       |
| 12 listopada 2010    | Monachium                | Niemcy            | Theaterfabrik München                      |
| 14 listopada 2010    | Hamburg                  | Niemcy            | Grünspan Club                              |
| 15 listopada 2010    | Berlin                   | Niemcy            | Fritzclub im Postbahnhof                   |
| 16 listopada 2010    | Stuttgart                | Niemcy            | Zapata                                     |
| 18 listopada 2010    | Paryż                    | Francja           | Le Trabendo                                |
| 19 listopada 2010    | Kolonia                  | Niemcy            | Gloria-Theater                             |
| 20 listopada 2010    | Amsterdam                | Holandia          | Paradiso                                   |
| 22 listopada 2010    | Wiedeń                   | Austria           | WUK Saal                                   |
| 23 listopada 2010    | Zurych                   | Szwajcaria        | X-Tra Limmathaus                           |
| 24 listopada 2010    | Mediolan                 | Włochy            | Magazzini Generali                         |
| 26 listopada 2010    | Birmingham               | Wielka Brytania   | O2 Academy Birmingham                      |
| 27 listopada 2010    | Manchester               | Wielka Brytania   | Manchester Academy                         |
| 28 listopada 2010    | Glasgow                  | Wielka Brytania   | O2 ABC                                     |
| 29 listopada 2010    | Londyn                   | Wielka Brytania   | O2 Shepherd’s Bush Empire                  |
| Ameryka Północna     |                          |                   |                                            |
| 16 grudnia 2010      | Los Angeles              | Ameryka Północna  | Club Nokia                                 |

1. ↑  Koncert ten jest częścią The 2010 WSPK K*Fest[7].
2. ↑  Koncert ten jest częścią The 2010 Chesaning Showboat Music Festival[8].
3. ↑  Koncert ten jest częścią 11th Annual Common Ground Music Festival[9].
4. ↑  Koncert ten jest częścią The 2010 Orange County Fair[10].
5. ↑  Koncert ten jest częścią The 2010 Musikfest[11].
6. ↑  Koncert ten jest częścią The 2010 International de Montgolfieres de Saint-Jean-sur-Richelieu[12].
7. ↑  Koncert ten jest częścią The 2010 On the Waterfront Festival[13].
8. ↑  Koncert ten jest częścią The 2010 Rays Summer Concert Series[14].
9. ↑  Koncert ten jest częścią The 2010 Puyallup Fair[15].
10. 1 2  Koncerty te są częścią The 2010 Formula 1 Singtel Singapore Grand Prix[17].

Anulowane i przełożone
| 4 października 2010  | Osaka, Japonia                | Big Cat                     | This performance was moved to Namba Hatch                                     |
| 5 października 2010  | Nagoja, Japonia               | Club Diamond Hall           | This performance was moved rescheduled for October 3, 2010 to The Bottom Line |
| 19 października 2010 | Melbourne, Wictoria           | Palace Theatre              | This performance was moved to the Palais Theatre                              |
| 20 października 2010 | Sydney, Nowa Południowa Walia | Virgin Mobile Metro Theatre | This performance was moved to the Enmore Theatre                              |

### Liczba biletów i przychody ze sprzedaży
| Miejsce                                 | Miasto         | Bilety sprzedane / dostępne | Przychody brutto |
| --------------------------------------- | -------------- | --------------------------- | ---------------- |
| Starland Ballroom                       | Sayereville    | 2 005 / 2 005 (100%)        | 71 178 $         |
| Stir Concert Cove                       | Council Bluffs | 3 741 / 3 741 (100%)        | 138 417 $        |
| Lifestyle Communities Pavilion          | Columbus       | 2 183 / 2 200 (99%)         | 76 405 $         |
| Riverside Theater                       | Milwaukee      | 2 354 / 2 354 (100%)        | 91 218 $         |
| The Venue at Horseshoe Casino           | Hammond        | 2 819 / 3 027 (93%)         | 126 855 $        |
| Royal Oak Music Theatre                 | Royal Oak      | 1 700/ 1 700 (100%)         | $59 500          |
| Nokia Theatre Time Square               | Nowy Jork      | 4 300 / 4 300 (100%)        | $147 210         |
| 9:30 Club                               | Waszyngton     | 1 200 / 1 200 (100%)        | $48 000          |
| Brown Theatre                           | San Francisco  | 1 383 / 1 383 (100%)        | $50 101          |
| Midland Theatre                         | Kansas City    | 2 538 / 2 538 (100%)        | $88 830          |
| Coalition Ballroom                      | Wichita        | 1 840 / 1 840 (100%)        | $67 871          |
| Paramount Theatre                       | Denver         | 1 602 / 1 602 (100%)        | $63 279          |
| Morrison Center for the Performing Arts | Boise          | 1 871 / 1 994 (94%)         | $72 218          |
| Crystal Ballroom                        | Portland       | 1 479 / 1 479 (100%)        | $51 830          |
| Warfield Theater                        | San Francisco  | 4 550 / 4 550 (100%)        | $161 832         |
| Pacific Amphitheatre                    | Costa Mesa     | 16 084 / 16 084 (100%)      | $426 733         |
| Marquee Theatre                         | Tempe          | 1 550 / 1 550 (100%)        | $57 764          |
| Sands Riverplace                        | Bethlehem      | 6 500 / 6 500 (100%)        | $204 695         |
| Roanoke Performing Arts Theatre         | Roanoke        | 1 896 / 1 896 (100%)        | $75 366          |
| Raleigh Memorial Auditorium             | Raleigh        | 2 328 / 2 328 (100%)        | $92 538          |
| Madison Theater                         | Covington      | 1 578 / 1 660 (100%)        | $55 230          |
| Clowes Memorial Hall                    | Indianapolis   | 2 082 / 2 086 (99%)         | $69 747          |
| Victory Theater                         | Evansville     | 1 768 / 1 768 (100%)        | $60 112          |
| Peoria Civic Center Theater             | Peoria         | 2 079 / 2 079 (100%)        | 76 923 $         |
| Grand Casnio Event Center               | Tunica         | 2 350 / 2 400 (98%)         | 95 399 $         |
| King Center for the Performing Arts     | Melbourne      | 1 964 / 1 964 (100%)        | 72 688 $         |
| Putra Indoor Stadium                    | Kuala Lumpur   | 16 000 / 16 000 (100%)      | ~                |
|                                         | RAZEM          | 91 744 / 92 228 (99%)       | 2 601 921 $      |